# Lusa (agência de notícias)
A Lusa - Agência de Notícias de Portugal, S.A. é uma agência noticiosa portuguesa e a maior de língua portuguesa. Foi constituída a 28 de novembro de 1986, com a denominação de Agência Lusa - Cooperativa de Interesse Público de Responsabilidade Limitada ou, simplesmente Lusa - CIPRL, na sequência da extinção da ANOP - Agência Noticiosa Portuguesa. A Lusa é membro e tem participação na EPA - European Pressphoto Agency.
A Lusa tem mais de 280 jornalistas ao seu serviço, espalhados por todo o mundo. Para além das principais cidades de Portugal, a Lusa tem delegações ou correspondentes permanentes na Bélgica, Espanha, Alemanha, Reino Unido, França, Luxemburgo, Rússia, Estónia, Guiné-Bissau, Cabo Verde, Angola, Moçambique, Índia, São Tomé e Príncipe, África do Sul, Argélia, Timor-Leste, Macau, China, Brasil, Venezuela, Estados Unidos, Canadá e Austrália.
A Lusa fornece um serviço noticioso a inúmeros jornais, rádios e canais de televisão portugueses. Igualmente fornece notícias aos meios de comunicação social das comunidades portuguesas espalhadas pelo mundo. A partir do dia 30 de janeiro de 2010, a agência Lusa começou a utilizar o Acordo Ortográfico de 1990 em todos os despachos noticiosos.
Uma atividade importante da Lusa é também o serviço noticioso prestado às agências noticiosas dos Países Africanos de Língua Oficial Portuguesa. Subscrevem também os serviços da Lusa diversas instituições públicas e privadas. Faz parte da Aliança das Agências de Informação de Língua Portuguesa.

## História

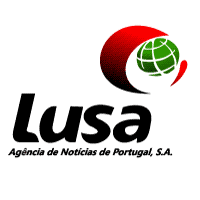
Antigo logótipo.

A primeira agência de notícias criada em Portugal foi a Agência Noticiosa Lusitânia ou, simplesmente Lusitânia, criada em 1944. Em 1947 é criada uma outra agência, a ANI - Agência Noticiosa de Informação. Em 1974, o novo regime saído do 25 de Abril, extingue a Lusitânia e nacionaliza a ANI, transformando-a em ANOP - Agência Noticiosa Portuguesa.
Devido às dificuldades financeiras e outros problemas da ANOP, o governo decide extingui-la em 1982 e apoiar a criação de uma outra agência, desta vez privada, a NP - Notícias de Portugal. No entanto a extinção da ANOP é vetada pelo Presidente da República e passam a coexistir as duas. Em 1986 são finalmente extintas a NP e a ANOP e criada a agência Lusa.
Apesar de extinta em dezembro de 1986, num decreto-lei assinado pelo então primeiro-ministro, Aníbal Cavaco Silva, e promulgado pelo Presidente da República, Mário Soares, o despacho que determina o "encerramento do processo de liquidação" da ANOP, só em março de 2014 foi publicado em Diário da República. Os últimos membros da comissão liquidatária vão ter de devolver as "remunerações auferidas em excesso" em 2010 e 2011. Tudo porque não aplicaram os cortes de 5% nos vencimentos dos gestores públicos e equiparados, previstos na lei, aprovada ainda em 2010 no governo de José Sócrates.

### Prémios
A 24 de setembro de 2010 foi entregue à Lusa o “Prémio de Excelência e Qualidade de Trabalho 2010” atribuído pela Aliança Europeia das Agências de Notícias (EANA – European Alliance of News Agencies), na pessoa do seu diretor técnico Paulo Nogueira dos Santos. Em 2012, a agência Lusa foi condecorada com a insígnia da Ordem de Timor-Leste pelo ex-presidente de Timor-Leste, José Ramos-Horta.

## Acionistas
Capital social detido por:
| Proporção | Acionistas                      |
| --------- | ------------------------------- |
| 95,86%    | Governo da República Portuguesa |
| 2,72%     | Notícias de Portugal            |
| 1,38%     | Público                         |
| 0,03%     | Rádio e Televisão de Portugal   |
| 0,01%     | Diário do Minho                 |